# Biosteres fasciatus
Biosteres fasciatus är en stekelart som beskrevs av Hedwig 1961. Biosteres fasciatus ingår i släktet Biosteres och familjen bracksteklar. Inga underarter finns listade.